# Asota kosemponis
Asota kosemponis là một loài bướm đêm trong họ Erebidae.